# Romeo y Julieta (película de 1916 de Fox)

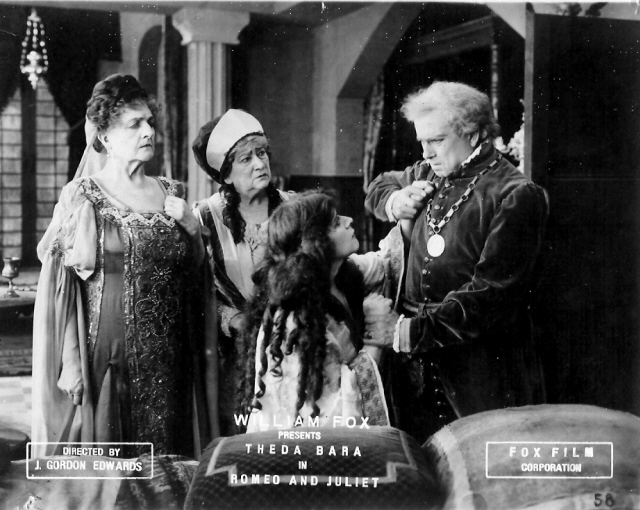
Bara (en el centro, sentada) en una escena de la película.

Romeo y Julieta es una película de drama romántico muda estadounidense de 1916 dirigida por J. Gordon Edwards y protagonizada por Theda Bara. La película se basa en el clásico de Shakespeare Romeo y Julieta y fue producida por la Fox Film Corporation. La película fue rodada en los estudios de la Fox en Fort Lee, Nueva Jersey, y se considera perdida.

## Versiones de Shakespeare en competencia
Esta película y otras muchas obras visuales e impresas basadas en obras shakesperianas se estrenaron y publicaron en 1916, al conmemorarse el 300º aniversario de la muerte de William Shakespeare. Esta película afrontó la competencia directa de otra similar, el Romeo y Julieta de la Metro Pictures protagonizada por Francis X. Bushman y Beverly Bayne.
Tiempo después en una entrevista grabada, Bushman declaró que William Fox tenía espías trabajando para Metro, y robó algunos de los intertítulos de la versión de la Metro. Fox se apresuró en estrenar su versión en los cines para captar la atención al exhibirla primero. Bushman recordó ir a ver la Romeo y Julieta de Fox y sorprenderse al ver intertítulos de su película en la pantalla.

## Reparto
- Theda Bara como Julieta
- Harry Hilliard como Romeo
- Glen White como Mercucio
- Walter Ley como fray Lorenzo
- John Webb Dillon como Teobaldo
- Einar Linden como Paris
- Elwin Eaton como Montesco
- Alice Gale como aya
- Helen Tracy como Lady Capuleto
- Victory Bateman como Lady Montesco
- Jane Lee
- Katherine Lee
- May De Lacy
- Edward Holt como Capuleto